# 芒戈韋縣

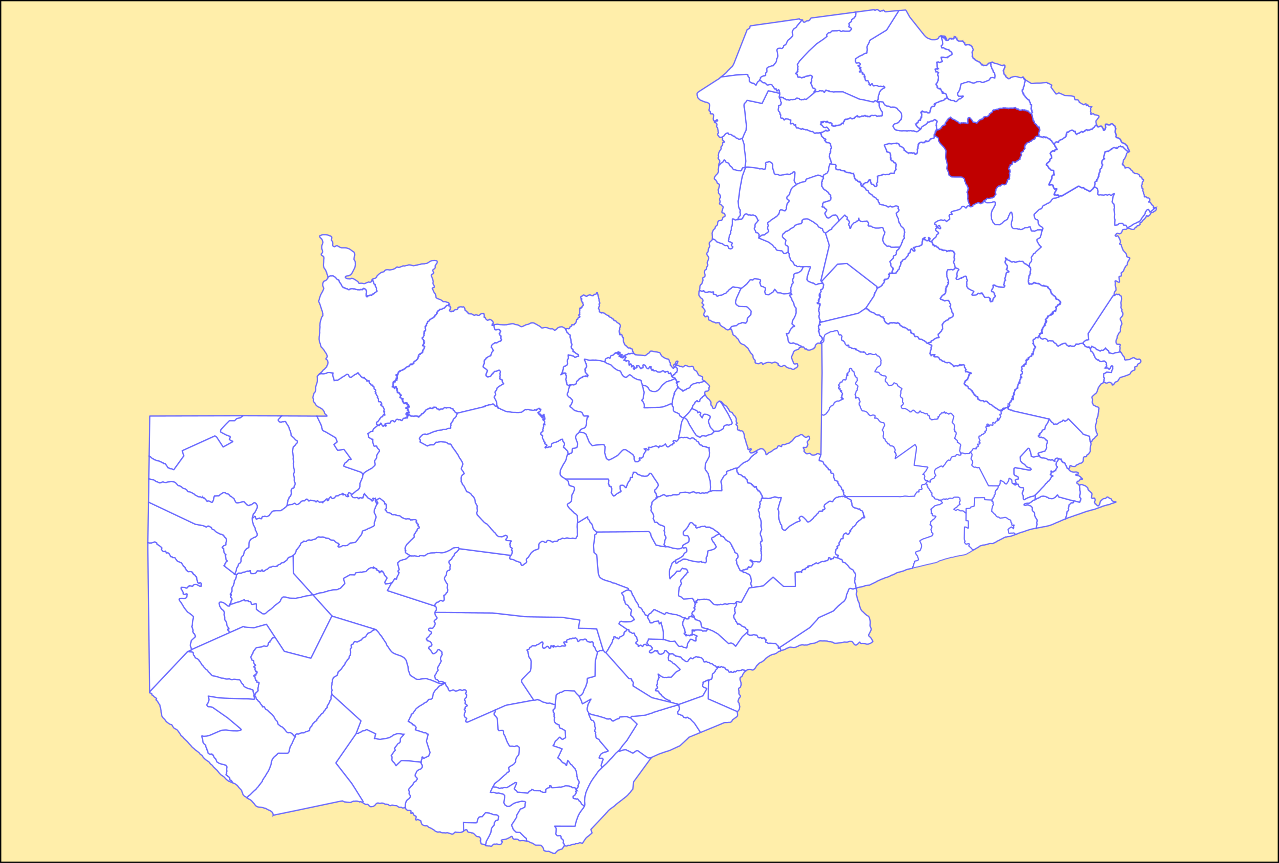

9°55′S 31°44′E / 9.917°S 31.733°E

芒戈韋縣（英語：Mungwi District），是贊比亞的縣份，位於該國北部，由北方省負責管轄，首府設於芒戈韋，面積9,766平方公里，2010年人口151,058，人口密度每平方公里15.5人。